# Storia militare dell'Africa

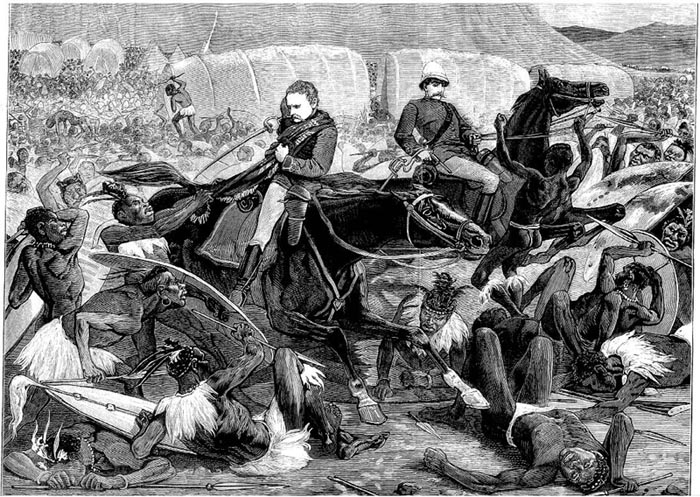
La Battaglia di Isandlwana tra le forze dell'Impero britannico e quelle del Regno Zulu.

La storia militare dell'Africa è una delle più antiche storie militari del mondo. L'Africa è un continente formato da regione geografica con popolazioni diverse, parlanti centinaia di lingue/dialetti in un mosaico di cultura e religione. L'accostamento di così tanta diversità antropica ha provocato, nel corso dei secoli, diversi conflitti.
Esattamente come la Storia dell'Africa, anche la storia militare del continente è divisibile e studiabile su base regionale. Il Nordafrica rientra nel bacino storico-culturale del Mar Mediterraneo ed è parte integrante della storia militare dell'Antichità classica. L'Africa orientale è stata culla, nei secoli, di diverse compagini statali che hanno spesso guerreggiato con alcune delle potenze militari mondiali. La storia militare dell'Africa "moderna" può essere divisa in tre grosse fasi temporali: pre-coloniale, coloniale e post-coloniale.

## Antichità

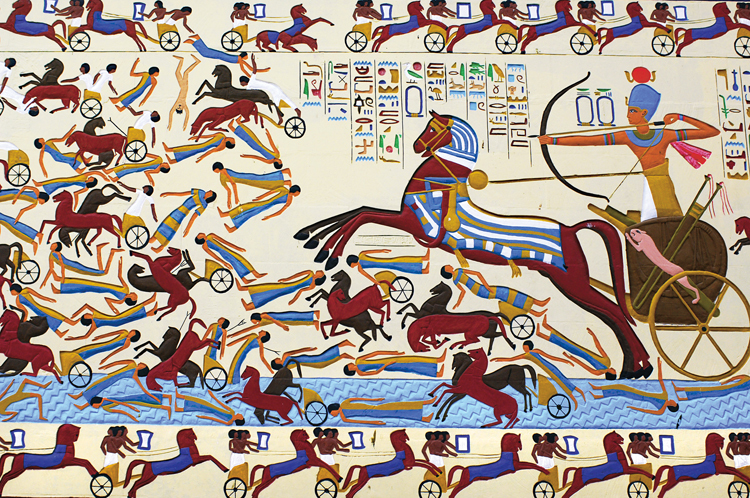
Carro da guerra Hyksos nell'Antico Egitto.

### Storia militare dell'Antico Egitto e della Nubia
Nel 3100 a.C., il mitico faraone Menes (quasi unanimemente identificato con il sovrano storico Narmer) riunì i vari potentati del Delta del Nilo (c.d. "Basso Egitto") e delle Cateratte del Nilo (c.d. "Alto Egitto") in un unico regno. Questa primordiale superpotenza attraversò una fase di crisi al volgere del c.d. "Antico Regno" salvo poi essere restaurato, questa volta come "Medio Regno" dal faraone Mentuhotep II nel 2055 a.C. a fronte di una modifica del primitivo esercito egizio che portò alla costituzione di una casta militare ed all'introduzione del mercenariato. Il Medio Regno collassò causa l'invasione/occupazione da parte di popolazioni non egizie chiamate Hyksos (prob. Semiti con qualche miscuglio d'Indoeuropei) che introdussero dal Medioriente l'uso del carro da guerra. Facendo propria quest'innovazione bellica, gli egizi riuscirono ad espellere gli hyksos ed a rifondare l'impero nel XVI sec. a.C. (c.d. "Nuovo Regno (Egitto)"), portandolo all'apice della sua potenza. La rivitalizzata potenza egizia si espanse infatti sino al Mar Egeo ed al Litorale levantino (a nord), all'Eufrate (ad est), alla Libia (ad ovest) ed al Sudan (a sud).
La graduale disintegrazione della XX dinastia egizia permise la fondazione del Regno di Kush (in Nubia) con capitale Napata. I kushiti raggiunsero il loro apice sotto il monarca Pianki che conquistò l'Egitto e fondò la XXV dinastia egizia. Altri conquistatori presero però per sé l'Egitto, ricacciando a sud i Kushiti, gli Assiri, cui seguì l'ennesima rifondazione per mano della XXVI dinastia egizia.

### Storia militare del Regno di Axum
Il Regno di Axum fu una vera e propria superpotenza militare, al suo tempo, al pari dell'Impero romano. Axum dominava su di un vasto territorio sovrapponibile agli odierni Yemen, Djibouti, Arabia Saudita sud-occidentale, Sudan orientale, Eritrea ed Etiopia.

## Storia militare dell'Africa moderna

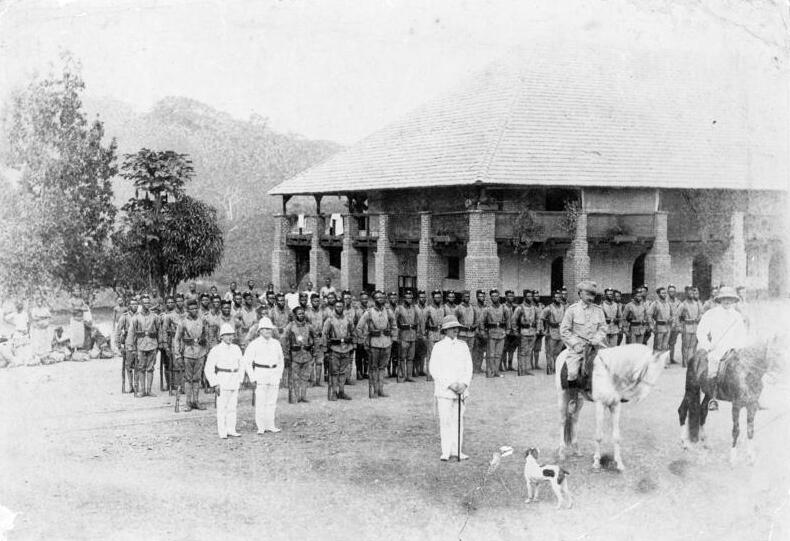
Una compagnia militare di Ebolowa, Camerun tedesco, c. 1894/1915.

### Guerre etiopi-ottomane
L'esplorazione europea dell'Africa cominciò con le spedizioni marittime dei Portoghesi lungo le coste occidentali del continente (XV secolo) ma solo secoli dopo si verificare le vere invasioni su larga scala. Sin dal XVI secolo furono invece gli ottomani musulmani a dare l'assalto al Continente Nero.
Nel 1529-1543, Aḥmad Grāñ b. Ibrāhīm, attaccò e sottomise buona parte dell'Abissinia cristiana al Sultanato di Adal (Somalia) con un'armata composta per la maggior parte da Somali equipaggiati con Moschetto dagli ottomani. Nella Battaglia di Wayna Daga, un esercito combinato di Etiopi e Portoghesi sconfisse le forze di Ahmad (che restò sul campo insieme al comandante cristiano Cristoforo da Gama) e riprese i territori sottratti dai musulmani. Nel 1579, i turchi tornarono all'attacco dell'Etiopia, partendo da Massaua ma vennero nuovamente sconfitti. Nel 1868 l'Etiopia venne nuovamente coinvolta in un grande conflitto contro Istanbul: l'imperatore Giovanni IV d'Etiopia sconfisse a Gura (Eritrea) le forze del Chedivato d'Egitto.
Nel frattempo, la potenza dei Portoghesi in Africa andava declinando e, nel 1652, gli Olandesi della Compagnia olandese delle Indie orientali inviò tre legni al comando di Jan van Riebeeck a fondare il loro primo insediamento stabile in Sudafrica, nella Baia della Tavola.

## Storia militare dell'Africa nel XX secolo

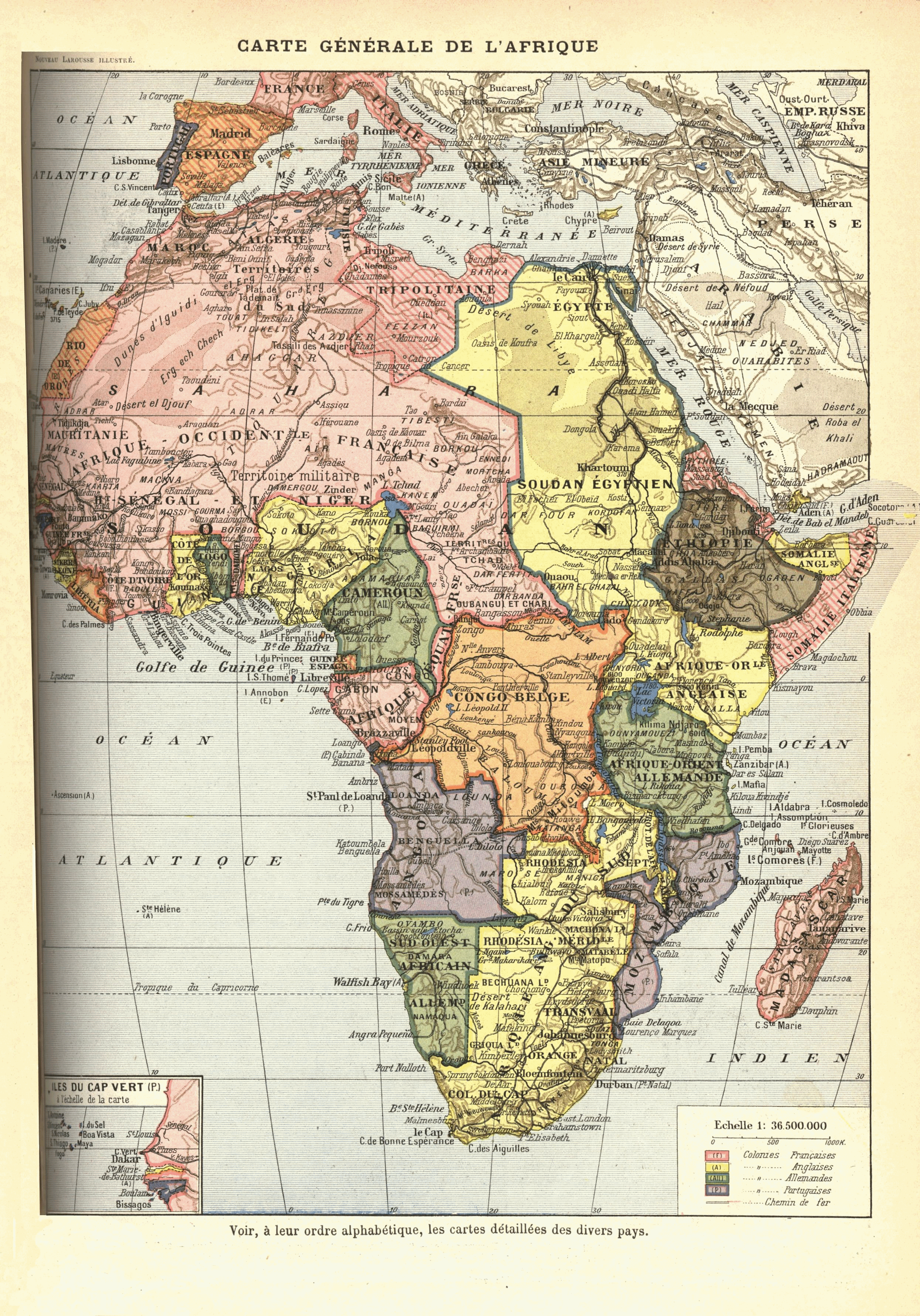
L'Africa nel 1898, spartita tra le potenze coloniali europee.

### L'Africa nelle due Guerre Mondiali

#### Prima guerra mondiale
Il "territorio africano" della prima guerra mondiale è suddiviso da una serie di campagne, geograficamente separate, che avevano l'obiettivo di conquistare le colonie dell'Impero tedesco. In particolare, le azioni militari riguardarono Togo (ex Togoland), Camerun (Kamerun), la moderna Namibia (Africa Tedesca del Sud-Ovest) e la vasta regione dell'Africa Orientale Tedesca (corrispondente alle attuali Tanzania, Burundi e Ruanda). Le colonie tedesche vennero occupate dalle potenze dell'intesa entro i primi due anni di guerra, con l'eccezione dell'Africa Orientale, che resistette fino al novembre 1918.
Altre limitate azioni ebbero luogo in Africa Settentrionale (in Egitto, contro l'Impero ottomano, ed in Libia e Marocco contro i Senussi).

## Storia militare dell'Africa per regioni

### Storia militare dell'Africa meridionale

#### Shaka e l'impero Zulu
Alla fine del XVIII secolo un guerriero zulu chiamato Shaka riuscì a riunire vari clan dell'Africa meridionale in un grande assembramento statale dotato di un efficiente esercito, il c.d. "Regno Zulu". Entro pochi anni, gli zulu dovettero affrontare la spinta coloniale degli europei che da Città del Capo risalivano verso l'entroterra.
Nel 1837, il successore di Shaka, Dingane, dovette gestire la spedizione dei "voortrekker" boeri nel Natal: dopo aver proditoriamente sterminato gli europei nel febbraio del 1838, Dingane affrontò i superstiti, guidati da Andries Pretorius nella battaglia di Blood River (16 dicembre 1838) venendo sconfitto. Pretorius supportò a questo punto il fratellastro di Dingane, Mpande nella conquista fratricida del potere (v. battaglia di Maqongqo, 29 gennaio 1840) garantendosi la pacifica convivenza con gli zulu. Per parte sua, Mpande non supportò invece la neonata Repubblica di Natalia contro la spinta egemonica inglese quando (1843) la Colonia del Capo inglobò Natalia.
Il 1º dicembre 1878 gli inglesi iniziarono la loro offensiva per conquistare il territorio controllato da Cetshwayo. In un incontro formale, venne chiesto al monarca zulu di sciogliere l'esercito e riconoscere la supremazia inglese. L'ultimatum non venne accettato da Cetshwayo e dopo poche settimane gli inglesi attraversarono il Tugela, entrando in territorio zulu. Nella battaglia di Isandlwana (22 gennaio 1880) gli zulu riuscirono a vincere ma nelle successive battaglia di Rorke's Drift e battaglia di Ulundi (4 luglio 1880) furono gli inglesi a uscire vittoriosi. Cetshwayo venne catturato in agosto ed esiliato a Città del Capo. Gli inglesi divisero il regno in tredici regioni, divise a loro volta in province guidate da capi locali ma presto iniziò la lotta intestina per il controllo delle varie province così, nel 1883, Cetshwayo venne rimesso al potere.

#### Guerre anglo-boere

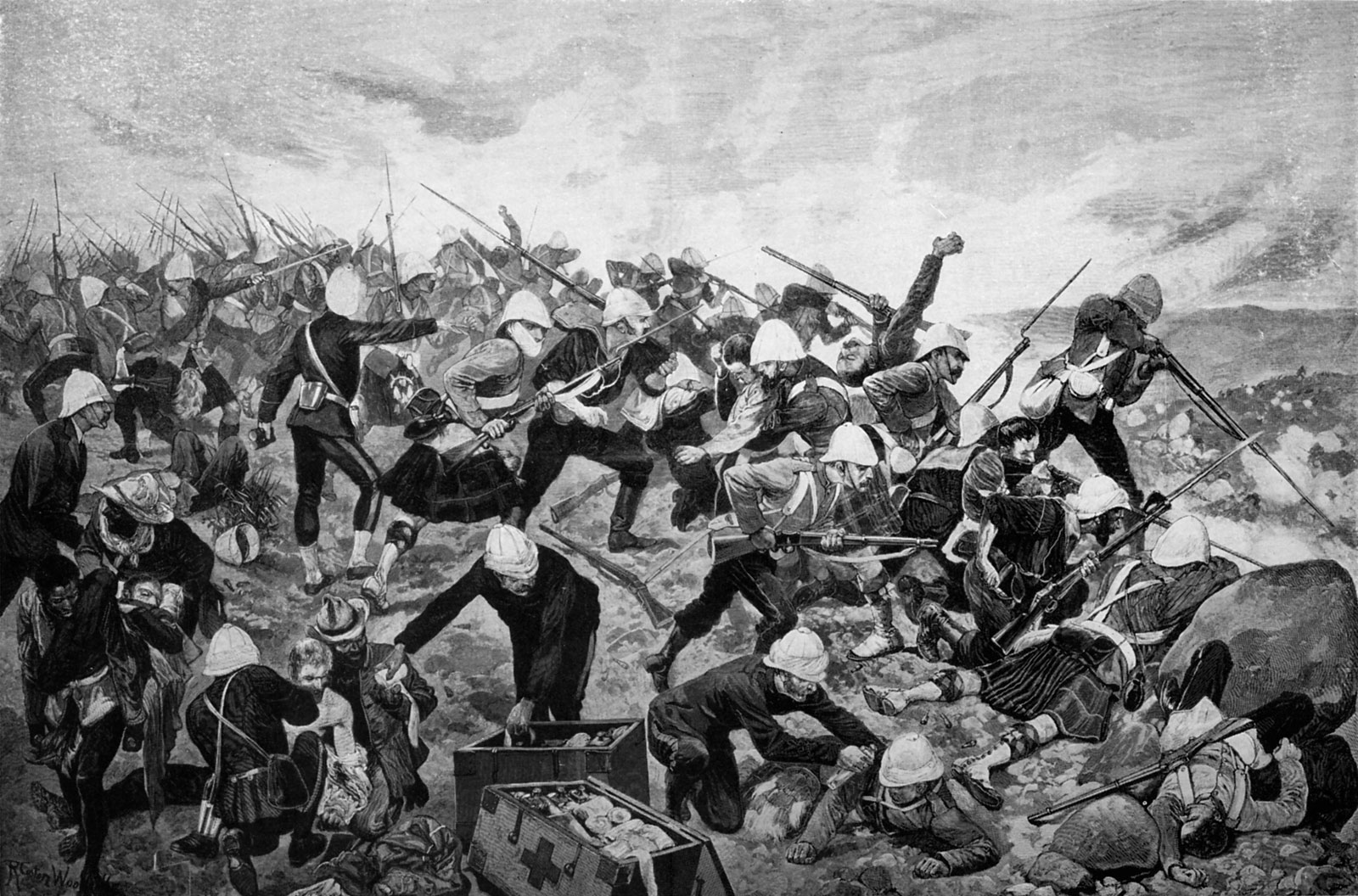
Battaglia di Majuba Hill.

La Prima guerra boera venne causata dalla politica di Sir Theophilus Shepstone che decise di annettere il Transvaal (la Repubblica Sud Africana) all'Impero britannico nel 1877. I Boeri protestarono e nel 1880 si ribellarono. Vestiti in abiti color kaki che ben si confondevano col campo di battaglia, i Boeri non ebbero problemi ad avvistare da grande distanza ed infliggere pesanti perdite nei ranghi degli avversari britannici che indossavano invece le tipiche uniformi rosso brillante. Dopo che una forza britannica comandata da George Pomeroy-Collery venne gravemente sconfitta nella Battaglia di Majuba Hill (febbraio 1881), il governo britannico di Gladstone diede ai Boeri l'autogoverno nel Transvaal, sotto la teorica supervisione britannica.
Dopo la scoperta dell'oro del 1885 nel Transvaal (crinale di Witwatersrand) coloni britannici (c.d. "uitlanders") entrarono in territorio boero, riaccendendo i fuochi della rivalità. Nel 1896, Cecil Rhodes sponsorizzò un inefficace colpo di Stato, culminato con l'incursione di Jameson: il non essere riusciti a ottenere migliori diritti per i britannici venne usato come scusa per giustificare un ammasso di forze militari nella zona del Capo ma ci furono anche ragioni strategicamente più rilevanti, dato che il Transvaal tentava di legarsi all'Africa Tedesca del Sud-Ovest per sventolare davanti ai britannici lo spauracchio di uno scontro con l'Impero tedesco.
I Boeri, guidati dal presidente Paul Kruger (alleatosi con il presidente dello Stato Libero dell'Orange Steyn), scatenarono quindi la Seconda guerra boera attaccando nella Colonia del Capo e nel Natal (ottobre 1899-gennaio 1900). Assediarono con successo le guarnigioni britanniche di Ladysmith, Mafeking (difesa dalle truppe comandate da Robert Baden-Powell) e Kimberley, infliggendo al nemico tre sconfitte in una sola settimana (10-15 dicembre 1899). Solo con l'arrivo dei rinforzi (14 febbraio 1900), le truppe britanniche comandate da Lord Roberts furono in grado di contrattaccare per poter soccorrere le guarnigioni (la liberazione di Mafeking il 18 maggio 1900, provocò violente celebrazioni in Inghilterra) e permettere ai britannici di prendere Bloemfontein il 13 marzo e la capitale Boera, Pretoria, il 5 giugno. Le unità Boere si diedero alla guerriglia per altri due anni, mentre i britannici, ora sotto il comando di Lord Kitchener, risposero costruendo fortini, distruggendo fattorie e confiscando il cibo per evitare che cadesse in mano ai Boeri e ponendo i civili Boeri in campi di concentramento. Gli ultimi Boeri si arresero nel maggio del 1902, e la guerra finì con il trattato di Vereeniging, stipulato nello stesso mese. Si stima che morirono 22.000 soldati britannici e 25.000 civili Boeri. Il trattato pose fine all'esistenza del Transvaal e dello Stato Libero dell'Orange come Repubbliche Boere, rendendole parte dell'Impero britannico. Ai Boeri vennero dati tre milioni di sterline come risarcimento e venne loro promesso l'autogoverno (l'Unione del Sud Africa). Le repubbliche vennero così annesse alla colonia del Sudafrica, e i boeri si sparpagliarono in tutto il paese, oltre che nelle confinanti Namibia e Rhodesia e in Mozambico.